# Joanhuix
Joanhuix és una masia de Sant Hilari Sacalm (Selva) inclosa a l'Inventari del Patrimoni Arquitectònic de Catalunya.

## Descripció
Masia adossada a un altre edifici més recent, que està situada en un terreny amb desnivell, als afores de Sant Hilari Sacalm, molt a prop del Castell de Villavecchia.
L'edifici, de planta baixa, pis i golfes, està cobert per una teulada a doble vessant, desaiguada als laterals.
A la façana principal, a la planta baixa, hi ha la porta d'entrada en arc de mig punt format per dovelles i els brancals de carreus de pedra. Al costat esquerre, hi ha una porta amb llinda monolítica i brancals de carreus de pedra i maons a la part inferior, cosa que fa pensar que potser en origen era una finestra. Al costat dret, dues finestres amb brancals, llinda i ampit de pedra.
Al primer pis, hi ha cinc finestres amb brancals, llinda i ampit de pedra, situades en el mateix eix d'obertura que les de la planta baixa, excepte la finestra de l'extrem dret, que no té cap finestra a la planta baixa.
A les golfes, tres obertures en correspondència amb el mateix eix de la porta d'entrada i les dues obertures que la flanquegen a la planta baixa.
Els murs són de maçoneria, i la façana està arrebossada i pintada de color blanc, si bé el mal estat de conservació deixa veure el treball de maçoneria. A la façana principal, a l'altura del segon pis, hi ha un rellotge de sol.
Adossada a la casa, al costat dret hi ha la pallissa, i al darrere les quadres.

## Història
El mas està documentat des del segle xvi, ja que apareix en un fogatge del 1553. La data 1782, inscrita en una llinda indica que es feren refromes en aquest moment. El mas va ser la masoveria de Villlavecchia.